# Fullback (American football)

De positie van de fullback

Een fullback is een speler in het American en Canadian football. Fullbacks behoren tot het aanvallende team en stellen zich op achter de eerste linie (de linemen).
De taak van de fullback bestaat uit zowel het rennen in het gebied van de tegenstander als het blokkeren van tegenstanders in dienst van de quarterback en running backs. De nadruk ligt op het blokkeren van tegenstanders.
Aanval: Quarterback · Wide receiver · Tight end · Center · Guard · Offensive tackle · Running back · Fullback · H-back

Verdediging: Defensive tackle · Defensive end · Nose tackle · Linebacker · Defensive back

Speciale teams: Placekicker · Punter · Long snapper · Holder · Punt returner · Kick returner · Gunner